# دومينيك بيانكي
دومينيك بيانكي (بالإنجليزية: Dominic Bianchi)‏ هو مخرج رسوم متحركة أمريكي، ولد في 12 نوفمبر 1969 في أيداهو في الولايات المتحدة.

## وصلات خارجية
- دومينيك بيانكي على موقع IMDb (الإنجليزية)
- دومينيك بيانكي على موقع قاعدة بيانات الفيلم (الإنجليزية)